# فرخان الكبير
فرخان الكبير ( بالفارسية : فرخان بزرگ؛ ازدهر 712–728) كان الحاكم المستقل (إصبهبذ) لطبرستان في أوائل القرن الثامن، حتى وفاته عام 728. قام بحماية أراضيه من الدولة الأموية، التي هُزمت تحت قيادة يزيد بن المهلب على يد فرخان الذي نصب كمينًا لجيشه. أخذ ألقاب الإصبهبذ وبادشوارجارشاه وجيلجيلان وهزم ثورة الديلم في غربه. قام بتأسيس مدينتي ساري وشهر إسبهدبان، ونقل عاصمته هناك. كما أمضى معظم فترة حكمه في قتال النبلاء الدابويين، ونجح في ذلك، وتوفي فرخان عام 728 وخلفه ابنه داذبرزمهر.